# Cow Creek, Bắc Dakota
Cow Creek1 (tiếng Anh: Cow Creek1 Township) là một lãnh thổ chưa tổ chức thuộc quận Williams, tiểu bang Bắc Dakota, Hoa Kỳ. Năm 2010, dân số của nơi này là 17 người.